# Babatounde Bello
Babatounde Bello (ur. 6 października 1989 w Esan North-East) – beniński piłkarz grający na pozycji pomocnika.

## Kariera klubowa
Bello profesjonalną karierę rozpoczął w rodzinnym kraju, w klubie Soleil FC. Latem 2006 roku, mając niespełna 17 lat zdecydował się na wyjazd do Europy. Trafił do słowackiego klubu MŠK Žilina, w którym, z półroczną przerwą na grę w czeskiej drużynie FK Dukla Praga, nadal występuje.

## Reprezentacja
W reprezentacji Beninu zadebiutował 17 sierpnia 2005 roku w meczu eliminacji mistrzostw świata przeciwko Sudanowi. Na boisku pojawił się w 74 minucie.

## Sukcesy
- Mistrzostwo Słowacji: 2007, 2010, 2012
- Puchar Słowacji: 2012